# Jakub Klepiš
Jakub Klepiš (ur. 5 czerwca 1984 w Pradze) – czeski hokeista, reprezentant Czech.

## Kariera
- Slavia Praga U18 (1999-2000)
- Slavia Praga U20 (2000-2001)
- Portland Winterhawks (2001-2002)
- Slavia Praga U20 (2002-2003)
- Slavia Praga (2002-2004)
- Portland Pirates (2004-2005)
- Hershey Bears (2005-2007)
- Washington Capitals (2005-2007)
- Slavia Praga (2007-2008)
- Awangard Omsk (2008-2010)
- Saławat Jułajew Ufa (2010-2011)
- Dinamo Moskwa (2011-2012)
- HC Lev Praga (2012-2014)
- Färjestad BK (2014)
- HC Oceláři Trzyniec (2014-2015)
- BK Mladá Boleslav (2015-2020)
- HC Kometa Brno (2020-2021)
- Bílí tygři Liberec (2021-2022)
- HC Kladno (2022-)

Wychowanek Slavii Praga, Od października 2011 do maja 2012 zawodnik Dinama Moskwa. Od maja 2012 do kwietnia 2013 gracz HC Lev Praga. W maju 2013 media informowały, że został zawodnikiem Torpedo Niżny Nowogród, jednak we wrześniu tuż przed startem sezonu podpisał nowy kontrakt z HC Lev. Z klubu odszedł po sezonie KHL (2013/2014). Od czerwca do listopada 2014 zawodnik Färjestad BK. Od listopada 2014 do grudnia 2015 zawodnik Oceláři Trzyniec. Od grudnia 2015 zawodnik BK Mladá Boleslav. Po sezonie 2019/2020 odszedł z klubu. W sierpniu 2020 przeszedł do Komety Brno. Od maja 2021 w klubie Bílí tygři Liberec. We wrześniu 2022 został zaangażowany przez HC Kladno.
Uczestniczył w turniejach mistrzostw świata w 2008, 2009, 2010, 2014, 2015.

## Sukcesy
Reprezentacyjne
- Brązowy medal mistrzostw świata juniorów do lat 18: 2002
- Złoty medal mistrzostw świata: 2010

Klubowe
- Złoty medal mistrzostw Czech (2 razy): 2003, 2008 ze Slavią Praga
- Mistrzostwo konferencji AHL: 2006 z Hershey Bears
- Puchar Caldera: 2006 z Hershey Bears
- Złoty medal mistrzostw Rosji / Puchar Gagarina (2 razy): 2011 z Saławatem Jułajew Ufa, 2012 z Dinamo Moskwa
- Finał KHL o Puchar Gagarina: 2014 z HC Lev Praga
- Srebrny medal mistrzostw Czech: 2015 z Oceláři Trzyniec

Indywidualne
- CHL (2001/2002):
  - CHL Top Prospects Game
- Ekstraliga czeska w hokeju na lodzie (2003/2004):
  - Pierwsze miejsce w klasyfikacji kanadyjskiej wśród juniorów: 13 punktów
- Ekstraliga czeska w hokeju na lodzie (2007/2008):
  - Pierwsze miejsce w klasyfikacji strzelców w fazie play-off: 10 goli
  - Pierwsze miejsce w klasyfikacji kanadyjskiej w fazie play-off: 17 punktów
- KHL (2008/2009):
  - Mecz Gwiazd KHL
- KHL (2011/2012):
  - Zdobywca decydującego gola przesądzającego o mistrzostwie Rosji w siódmym meczu finałów zakończonym wynikiem 1:0 dla OHK[15]